# صالح الشيخ
صالح الشيخ الهندي، من مواليد 29 مايو 1982، لاعب كرة قدم كويتي سابق، وكان يلعب في خط الوسط كصانع ألعاب.
بدأ صالح الشيخ مسيرته مع نادي القادسية الكويتي في عام 2000، وبرز مع الفريق في عام 2002، وقد سجل هدفا رائعا في مرمى نادي الساحل الكويتي في موسم 2002/2003، حيث استلم الكرة من منتصف الملعب وسددها في مرمى نادي الساحل الكويتي، وكان أحد اللاعبين المهمين في مشوار نادي القادسية الكويتي لتحقيق الثلاثية التاريخية.

## إنجازاته
- الدوري الكويتي7مرات : 2002/2003 و 2003/2004 و 2004/2005
- كأس الأمير 3 مرات : 2002/2003 و 2003/2004 و 2006/2007
- كأس ولي العهد أربع مرات : 2001/2002 و 2003/2004 و 2004/2005 و 2005/2006
- كأس الخرافي مرتين : 2002/2003 و 2005/2006
- كأس الخليج للأندية مرة واحدة : 2005/2006

## روابط خارجية
- صالح الشيخ على موقع قاعدة بيانات كرة القدم.إي يو (الإنجليزية)
- صالح الشيخ على موقع ناشيونال فوتبول تيمز (الإنجليزية)
- صالح الشيخ على موقع Soccerway.com (الإنجليزية)
- صالح الشيخ على موقع كووورة